# كارلتون (كامبريدجشير)
كارلتون (بالإنجليزية: Carlton, Cambridgeshire)‏ هي قرية و أبرشية مدنية تقع في المملكة المتحدة في إنجلترا. يقدر عدد سكانها بـ 166 نسمة .